# 玛格丽塔·斯托罗任科
玛格丽塔·阿列克谢夫娜·斯托罗任科（烏克蘭語：Маргарита Олексіївна Стороженко）是烏克蘭的女模特兒，在2018年的烏克蘭小姐當過決賽的選手之一。

## 生平
玛格丽塔·斯托罗任科出生于第聂伯罗彼得罗夫斯克州上第聶伯羅夫斯克區新尼古拉耶夫卡。父亲是一家畜牧企业总经理及受教育的兽医。母亲则是一名计算机科学老师。除了玛格丽塔，家里还有一个双胞姐姐。
她在家鄉的二號中學畢業，全校總排名第二。其後，她就讀了第聶伯羅國立農業經濟大學，主修獸醫學。
18岁时，玛格丽塔应银河机构的邀请下，在第聶伯羅开始了她的模特生涯。后来她与2A Model Management合作，并在2018年10月搬到基辅。2020年，她成了乌克兰《Elle》夏季刊的代言人，并为《巴黎時裝公報》（L'Officiel）杂志拍摄封面照。同年12月，她成为乌克兰《时尚芭莎》的代言人。